# بوب سامويلسون
بوب سامويلسون (بالإنجليزية: Bob Samuelson)‏ (30 يوليو 1966 في الولايات المتحدة - ) هو لاعب كرة طائرة شاطئية ولاعب كرة طائرة الولايات المتحدة. شارك في الألعاب الأولمبية الصيفية 1992.

## وصلات خارجية
- بوب سامويلسون على موقع قاعدة بيانات الكرة الطائرة الشاطئية (الإنجليزية)
- بوب سامويلسون على موقع اللجنة الأولمبية الدولية (الإنجليزية)
- بوب سامويلسون على موقع أوليمبيديا (الإنجليزية)